# Randy Hillier (hockey sur glace)
Pour les articles homonymes, voir Hillier.
Randy Hillier (né le 30 mars 1960 à Toronto, dans la province de l'Ontario au Canada) est un joueur professionnel canadien de hockey sur glace.

## Biographie
Il commence le hockey en tant que professionnel en 1977 dans l'association de hockey de l'Ontario pour les Wolves de Sudbury pour qu'il évoluera jusqu'en 1980.

Il est alors choisi par les Bruins de Boston au cours du repêchage d'entrée dans la LNH 1980 en cinquième ronde (102e choix) mais passera la saison suivante dans la ligue américaine de hockey avec les Indians de Springfield puis rejoindra les Blades d'Érié pour la saison d'après.

Au cours de cette même saison 1981-1982 il jouera pour les Bruins de la LNH et gagnera sa place de titulaire.
Il restera trois saisons aux Bruins avant de rejoindre les Penguins de Pittsburgh pour sept saisons. Il fera partie de l'aventure en 1991 amenant la franchise à gagner la Coupe Stanley.
Il réalise une saison dans la ligue internationale de hockey avant de revenir dans la LNH pour les Islanders de New York puis les Sabres de Buffalo.
Il raccroche ses patins à la fin de la saison 1992-93 après une dernière saison en Autriche. En 1998, il devient l'entraîneur adjoint des Penguins pour une saison (assistant de Kevin Constantine). Il rempilera en 2001 et restera à ce poste jusqu'en 2004 (assistant de Ivan Hlinka, Rick Kehoe et Ed Olczyk).

## Statistiques
| Saison     | Équipe                 | Ligue      |     | Saison régulière | Saison régulière | Saison régulière | Saison régulière | Saison régulière |   | Séries éliminatoires | Séries éliminatoires | Séries éliminatoires | Séries éliminatoires | Séries éliminatoires |
| Saison     | Équipe                 | Ligue      | PJ  | B                | A                | Pts              | Pun              | PJ               | B | A                    | Pts                  | Pun                  |                      |                      |
| 1977-1978  | Wolves de Sudbury      | AHO        | 60  | 1                | 14               | 15               | 67               |                  |   |                      |                      |                      |                      |                      |
| 1978-1979  | Wolves de Sudbury      | AHO        | 61  | 9                | 25               | 34               | 173              |                  |   |                      |                      |                      |                      |                      |
| 1979-1980  | Wolves de Sudbury      | AHO        | 60  | 16               | 49               | 65               | 143              |                  |   |                      |                      |                      |                      |                      |
| 1980-1981  | Indians de Springfield | LAH        | 64  | 3                | 17               | 20               | 105              | 6                | 0 | 2                    | 2                    | 36                   |                      |                      |
| 1981-1982  | Blades d'Érié          | LAH        | 35  | 6                | 13               | 19               | 52               |                  |   |                      |                      |                      |                      |                      |
| 1981-1982  | Bruins de Boston       | LNH        | 25  | 0                | 8                | 8                | 29               | 8                | 0 | 1                    | 1                    | 16                   |                      |                      |
| 1982-1983  | Bruins de Boston       | LNH        | 70  | 0                | 10               | 10               | 99               | 3                | 0 | 0                    | 0                    | 4                    |                      |                      |
| 1983-1984  | Bruins de Boston       | LNH        | 69  | 3                | 12               | 15               | 125              |                  |   |                      |                      |                      |                      |                      |
| 1984-1985  | Penguins de Pittsburgh | LNH        | 45  | 2                | 19               | 21               | 56               |                  |   |                      |                      |                      |                      |                      |
| 1985-1986  | Skipjacks de Baltimore | LAH        | 8   | 0                | 5                | 5                | 14               |                  |   |                      |                      |                      |                      |                      |
| 1986-1987  | Penguins de Pittsburgh | LNH        | 28  | 0                | 3                | 3                | 53               |                  |   |                      |                      |                      |                      |                      |
| 1986-1987  | Penguins de Pittsburgh | LNH        | 55  | 4                | 8                | 12               | 97               |                  |   |                      |                      |                      |                      |                      |
| 1987-1988  | Penguins de Pittsburgh | LNH        | 55  | 1                | 12               | 13               | 144              |                  |   |                      |                      |                      |                      |                      |
| 1988-1989  | Penguins de Pittsburgh | LNH        | 68  | 1                | 23               | 24               | 141              | 9                | 0 | 1                    | 1                    | 49                   |                      |                      |
| 1989-1990  | Penguins de Pittsburgh | LNH        | 61  | 3                | 12               | 15               | 71               |                  |   |                      |                      |                      |                      |                      |
| 1990-1991  | Penguins de Pittsburgh | LNH        | 31  | 2                | 2                | 4                | 32               | 8                | 0 | 0                    | 0                    | 24                   |                      |                      |
| 1991-1992  | Gulls de San Diego     | LIH        | 6   | 0                | 2                | 2                | 4                |                  |   |                      |                      |                      |                      |                      |
| 1991-1992  | Islanders de New York  | LNH        | 8   | 0                | 0                | 0                | 11               |                  |   |                      |                      |                      |                      |                      |
| 1991-1992  | Sabres de Buffalo      | LNH        | 28  | 0                | 1                | 1                | 48               |                  |   |                      |                      |                      |                      |                      |
| 1992-1993  | EC Klagenfurt AC       | EBEL       | 23  | 2                | 9                | 11               | 0                |                  |   |                      |                      |                      |                      |                      |
| Totaux LNH | Totaux LNH             | Totaux LNH | 543 | 16               | 110              | 126              | 906              | 28               | 0 | 2                    | 2                    | 93                   |                      |                      |